# Département de Valcheta
Le département de Valcheta est une des 13 subdivisions de la province de Río Negro, en Argentine. Son chef-lieu est la ville de Valcheta.
Le département a une superficie de 20 457 km2.

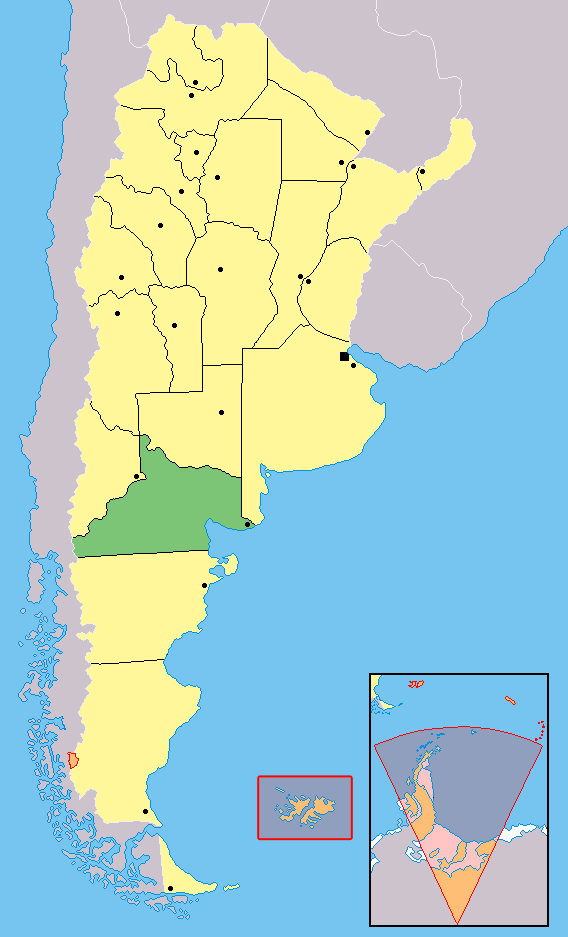
Localisation de la province de Río Negro en Argentine

## Population
Sa population était de 4 946 habitants au recensement de 2001.